# Мальгін Денис Альбертович
Денис Альбертович Мальгін (рос. Денис Альбертович Мальгин; 18 січня 1997, м. Ольтен, Швейцарія) — швейцарський хокеїст, центральний нападник. Виступає за «Торонто Мейпл Ліфс» у НХЛ.
За походженням росіянин. Вихованець хокейної школи ХК «Біль-Б'єнн». Виступав за «ЦСК Лайонс» (Цюрих).
У чемпіонатах Швейцарії — 23 матчі (2+6), у плеф-оф — 18 матчів (4+2).
У складі молодіжної збірної Швейцарії учасник чемпіонату світу 2015. У складі юніорської збірної Швейцарії учасник чемпіонатів світу 2013, 2014 і 2015.
Батько: Альберт Мальгін.